# Íñigo Pascual
Íñigo Pascual Lisarri, llamado Pascual (Abárzuza, 15 de octubre de 1976), es un pelotari español de pelota vasca en la modalidad de mano.
Su palmarés consta de la victoria en el Manomanista de 2.ª en 2002, y del subcampeonato del mano parejas en el año 2003, jugando de pareja con Olaizola II.

## Final de Mano Parejas
| Año  | Campeones     | Subcampeones          | Tanteo | Frontón   |
| ---- | ------------- | --------------------- | ------ | --------- |
| 2003 | Koka - Beloki | Olaizola II - Pascual | 22-15  | Atano III |

## Final del manomanista de 2.ª Categoría
| Año  | Campeón | Subcampeón | Tanteo | Frontón   |
| ---- | ------- | ---------- | ------ | --------- |
| 2002 | Pascual | Apeztegia  | 22-20  | Atano III |